# Стрешнев, Илья Афанасьевич
Илья Афанасьевич Стрешнев (ум. после 1640) — дворянин московский и воевода в правление царя Михаила Фёдоровича.

## Биография
Представитель дворянского рода Стрешневых. Старший сын Афанасия Ивановича Стрешнева. Младшие братья — Константин, Леонтий, Яков Большой, Андрей и Яков Меньшой Афанасьевичи. Внучатый дядя царицы Евдокии Лукьяновны, второй жены царя Михаила Фёдоровича.
В 1615-1616 годах Илья Афанасьевич Стрешнев служил осадным головой в Мещовске, в 1621-1625 годах — воевода в том же самом Мещовске.
2 июня 1625 года во время отсутствия царя в столице И. А. Стрешнев «дневал и ночевал» на царском дворе. В 1626 году на свадьбе царя Михаила Фёдоровича с Евдокией Лукьяновной Стрешневой он шёл за санями. В том же году обедал за царским столом на именинах царицы.
В 1626-1629 годах Илья Афанасьевич Стрешнев служил воеводой в Арзамасе. В 1637—1640 годах упоминается в чине дворянина московского.
В 1632-1634 годах И. А. Стрешнев находился на воеводстве в Перми.
В 1636-1638 годах — воевода в Калуге. Известна его приемная опись, сколько в Калуге пушек, зелья, свинца и пушечных запасов, сколько денег в казне, хлеба в житницах и дел в съезжей избе. В 1638 году он написал из Калуги тульскому воеводе, князю Ивану Борисовичу Черкасскому, что калужские ямщики не могут выставить подвод сверх тех 80, которые, по отписке князя Черкасского, посланы в Алексин. А. И. Стрешнев получил из Ямского приказа грамоту об отправке 300 подвод под вяземских стрельцов, а калужские ямщики говорят: «хотя де нас замучь на правеже, и нам де дать опричь того нечего: лошадей де у нас больше нет». В том же году Илья Стрешнев посылал людей, с лошадьми и телегами, для помощи при постройке Дубенской засеки.
В 1640 году дворянин московский Илья Афанасьевич Стрешнев ушел в монастырь, где принял постриг.